# 斯塔福德郡
斯塔福德郡，英文簡稱：，又譯士達福郡），英國英格蘭西米德蘭茲的郡。皮克區（峰區）國家公園橫跨郡的東北部。斯塔福德郡擁有城市地位的共有兩個：特倫特河畔斯托克，人口258,366人，以及利奇菲，人口34,738人。斯塔福德郡的郡治是斯塔福。
斯塔福德郡是34個非都市郡之一，實際管轄8個非都市區，佔地2,620平方公里、有822,800人口；如看待成48個名譽郡之一，它名義上包含多1個單一管理區─特倫特河畔斯托克，佔地增至2,713平方公里，人口增至1,062,500。
為推行精英球員發展計劃（Elite Player Performance Plan），英格蘭足球總會於斯塔福德郡東部城鎮特倫特河畔伯頓 (Burton-upon-Trent）興建了一座現代化的綜合足球基地聖喬治公園 (St. George's Park National Football Centre) 作青少年足球培訓之用。

## 行政區劃

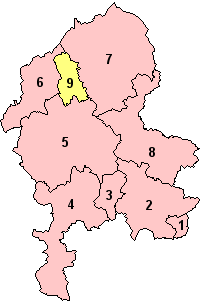
1. 塔姆沃思
2. 利奇菲爾德
3. 坎諾克蔡斯
4. 斯塔福德郡南
5. 斯塔福德
6. 紐卡素安德萊姆
7. 斯塔福德郡高沼
8. 斯塔福德郡東
9. 特倫特河畔斯托克（單一管理區）

斯塔福德郡是非都市郡，實際管轄8個非都市區：塔姆沃思（Tamworth）、利奇菲爾德（Lichfield）、坎諾克蔡斯（Cannock Chase）、斯塔福德郡南（South Staffordshire）、斯塔福德、紐卡素安德萊姆（Newcastle-under-Lyme）、斯塔福德郡高沼（Staffordshire Moorlands）、斯塔福德郡東（East Staffordshire）；如看待成名譽郡，它名義上包含多1個單一管理區：特倫特河畔斯托克（Stoke-on-Trent）。

## 經濟
以下經濟數據以英鎊計算：
| 年   | 地區生產總值 | 農業 | 工業y | 服務  |
| ---- | ------------ | ---- | ----- | ----- |
| 1995 | 6,447        | 209  | 2,349 | 3,889 |
| 2000 | 8,621        | 150  | 2,986 | 5,485 |
| 2003 | 10,169       | 169  | 3,164 | 6,836 |

## 地理
下圖顯示英格蘭48個名譽郡的分佈情況。斯塔福德郡東北、東與打比郡相鄰，東南（上小半部）與萊斯特郡相鄰，東南（下大半部）與沃里克郡相鄰，南與西米德蘭茲郡相鄰，西南與伍斯特郡相鄰，西與什羅普郡相鄰，西北與柴郡相鄰。
天然森林（National Forest）的西端位於斯塔福德郡。杰出自然风景区之一的坎諾克蔡斯郊野公園覆蓋郡的南部。

## 外部連結
- 地理坐标：52°48′18″N 2°08′59″W / 52.80500°N 2.14972°W
- （英文）斯塔福德郡議會 （页面存档备份，存于）